# Saint-Laurent-du-Pape
Saint-Laurent-du-Pape è un comune francese di 1 591 abitanti situato nel dipartimento dell'Ardèche della regione dell'Alvernia-Rodano-Alpi.

## Società

### Evoluzione demografica
Abitanti censiti